# Veïnat d'en Figueres
El Veïnat d'en Figueres és un veïnat de la comuna vallespirenca de Montferrer, a la Catalunya del Nord.

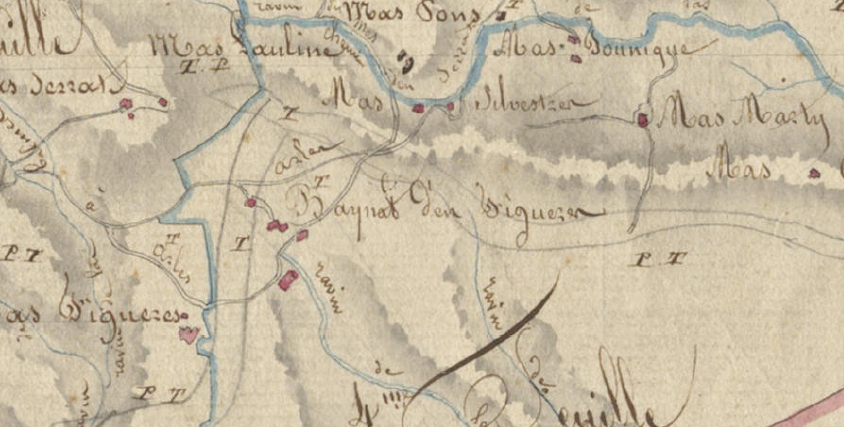
El Veïnat d'en Figueres en el Cadastre napoleònic del 1812 (Arxius Departamentals dels Pirineus Orientals)

És a la zona est del terme, al nord-est del poble de Montferrer i al sud-oest del Veïnat d'en Galangau.